# Eastern Maine Railway (1994)
Die Eastern Maine Railway (EMRY) ist eine US-amerikanische Shortline-Eisenbahngesellschaft. Sie ist eine Tochtergesellschaft der in Saint John (New Brunswick) sitzenden New Brunswick Southern Railway (NBSR) und gehört wie diese zum J.D.Irving-Konzern. 

## Geschichte
Die EMRY wurde 1994 gegründet, um den in Maine (Vereinigte Staaten) liegenden 169 Kilometer langen Streckenabschnitt Brownville Junction–Vanceboro der NBSR zu verwalten. Dies war nötig geworden, nachdem die Canadian Pacific Railway die Stilllegung der Strecke zum Jahresende 1994 beantragt hatte. Am 1. Januar 1995 übernahm die EMRY die Strecke. Der Güterverkehr auf der Strecke wird durch die NBSR abgewickelt. Die Strecke besteht historisch aus zwei unterschiedlichen Teilen. Von Brownville Junction nach Mattawamkeag wurde sie 1889 von der International Railway of Maine eröffnet. Der anschließende Streckenteil bis Vanceboro bestand schon seit 1871 und war Teil des Netzes der European and North American Railway, die auch die heutige NBSR-Strecke in New Brunswick gebaut hatte. Beide Streckenteile waren später an die Canadian Pacific verkauft worden.
Am 19. Juni 2013 erwarb sie den Abschnitt von Madawaska bis zur Staatsgrenze bei Van Buren von der Montreal, Maine and Atlantic Railway und führt seitdem auf diesem Abschnitt den Betrieb. Im Oktober 2022 wurde der Verkauf der Bahnstrecke Bowden–East Millinocket sowie des Abschnitts Brownville–Bowden der Bahnstrecke Brownville–Saint-Leonard von der Central Maine and Quebec Railway (CMQR) an die Eastern Maine Railway bekanntgegeben.
Gleisverbindungen bestehen an der Staatsgrenze bei Van Buren und bei Vanceboro zur New Brunswick Southern Railway, in Mattawamkeag zu den Pan Am Railways, in Madawaska und in Brownville Junction zur Maine Northern Railway, die ebenfalls eine Tochtergesellschaft der New Brunswick Southern Railway ist, und in Brownville Junction zur CMQR der Canadian Pacific Railway.

## Streckennetz
Die Bahngesellschaft besitzt keine eigenen Züge. Der Güterverkehr selbst wird durch die NBSR durchgeführt. Die folgende Liste enthält die betriebenen Streckenabschnitte:
| Strecke                          | seit           |
| -------------------------------- | -------------- |
| Brownville Junction–Mattawamkeag | 1. Januar 1995 |
| Mattawamkeag–Vanceboro           | 1. Januar 1995 |
| Madawaska–Van Buren              | 19. Juni 2013  |
| Van Buren–Staatsgrenze           | 19. Juni 2013  |
| Brownville–Bowden                | November 2022  |
| Bowden–East Millinocket          | November 2022  |